# Linia kolejowa nr 246
Linia kolejowa nr 246 Toruń Wschodni - Olek – jednotorowa, niezelektryfikowana linia kolejowa znaczenia miejscowego w granicach administracyjnych powiatu toruńskiego, w województwie kujawsko – pomorskim. Pierwotnie linia kończyła się na stacji Chełmno.

## Historia
Kalendarium linii kolejowej:
- 28 lutego 1910 – otwarto odcinek Toruń Wschodni - Toruń Północny[potrzebny przypis]
- 1 lipca 1912 – otwarto odcinek Toruń Północny - Chełmno przez Unisław Pomorski[potrzebny przypis]
- 1969 – zawieszono połączenia na odcinku Unisław Pomorski-Chełmno[3]
- 1992 – zawieszono połączenia pasażerskie[potrzebny przypis]
- 1998 – rozebrano nawierzchnię na odcinku Olek - Unisław Pomorski[potrzebny przypis]